# 豊川潤
豊川 潤（とよかわ じゅん、 1949年2月17日 - ）は、日本の俳優。兵庫県出身。

## 人物
1970年代、劇団早稲田小劇場にて、鈴木忠志構成演出作品の「夜と時計」や「鏡と甘藍」等に出演し、約7年間活動する。その後、同劇団を離れて、劇団旧真空鑑や俳優座劇場等で、サミュエル・ベケットや別役実作品等に出演、演出も手がけた。

## 出演作品
- 十九歳の地図（1979年）- 森隆男 役
- 恋の浮島（1982年）※日本・ポルトガル共同制作。
- 究竟の地 岩崎鬼剣舞の一年（2012年）